# Campeonato Catarinense de Futebol Júnior
O Campeonato Catarinense de Futebol Sub-20 que também foi conhecido como Campeonato Catarinense de Futebol Júnior é uma competição Sub-20 organizada pela Federação Catarinense de Futebol e que reúne os clubes de base do estado de Santa Catarina. O campeonato classifica os melhores clubes para a Copa São Paulo de Futebol Júnior, conforme relata o regulamento do ano de 2024.

## Série A

### Número de títulos por clubes
| Equipe           | Títulos (último) | Vices (último) |
| ---------------- | ---------------- | -------------- |
| Criciúma         | 15 (2024)        | 11 (2021)      |
| Avaí             | 9 (2021)         | 5 (2023)       |
| Figueirense      | 7 (2015)         | 5 (2011)       |
| Joinville        | 6 (1998)         | 4 (2013)       |
| Chapecoense      | 3 (2022)         | 5 (2019)       |
| Blumenau         | 1 (1982)         | 2 (1996)       |
| Juventus         | 1 (1996)         | 2 (1994)       |
| Internacional    | 1 (1983)         | 1 (1984)       |
| Tubarão          | 0                | 2 (2001)       |
| Atlético Tubarão | 0                | 1 (2018)       |
| Barra            | 0                | 1 (2024)       |
| Brusque          | 0                | 1 (2008)       |
| Caçadorense      | 0                | 1 (1981)       |
| Hercílio Luz     | 0                | 1 (2022)       |
| Kindermann       | 0                | 1 (1999)       |

### Número de títulos por Cidades
| Cidade             | Títulos (último) | 2º Lugar (último) |
| ------------------ | ---------------- | ----------------- |
| Florianópolis      | 16 (2021)        | 10 (2011)         |
| Criciúma           | 15 (2024)        | 11 (2021)         |
| Joinville          | 6 (1998)         | 4 (2013)          |
| Chapecó            | 3 (2022)         | 5 (2019)          |
| Blumenau           | 1 (1982)         | 2 (1996)          |
| Jaraguá do Sul     | 1 (1996)         | 2 (1994)          |
| Lages              | 1 (1983)         | 1 (1984)          |
| Tubarão            | 0                | 4 (2022)          |
| Caçador            | 0                | 2 (1999)          |
| Balneário Camboriú | 0                | 1 (2024)          |
| Brusque            | 0                | 1 (2008)          |